# Lars Norén
Lars Norén (Estocolmo, 9 de maio de 1944 — 26 de janeiro de 2021) foi um dramaturgo, poeta, e encenador sueco.
Norén retratou os lados escuros e difíceis da vida humana, psicológica e familiar. É um dos autores suecos cujas peças de teatro são mais vistas internacionalmente.
Foi agraciado com o Prémio Nórdico da Academia Sueca em 2003.
Morreu em 26 de janeiro de 2021, aos 76 anos, de COVID-19.